# I østen stiger solen op

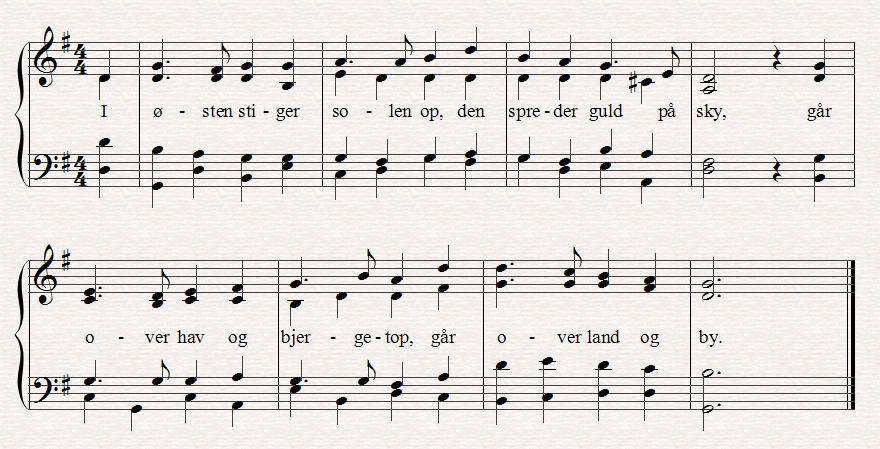
I østen stiger solen op

I østen stiger solen op (Deens: In het oosten komt de zon op) oftewel Morgensang is een gedicht van Deense schrijver Bernhardt Severin Ingemann uit 1837. Het gedicht vertelt over een zonopkomst en refereert aan religieuze thema’s als paradijs en Bethlehem, etc.  
De eerste die de tekst op muziek zette was Christopher Ernst Friedrich Weyse in zijn Otte Morgensange for børn (Acht ochtendliedjes voor kinderen). Het was daarin lied nummer 4 en werd gepubliceerd in het jaar dat het gedicht verscheen. Door alleen de eerste strofe te gebruiken ontstaat een neutrale tekst (in het oosten komt de zon op, ze verspreidt goud licht over de wolken).
Niet veel later gebruikte Niels Gade de tekst in zijn seculiere cantate Elverskud uit 1854. In dat wereldlijk zangstuk was ook al geen plaats voor al te veel referenties aan de geestelijke tekst en Gade gebruikte daarom alleen strofe 1, 2 en 5. De cantate was geschreven voor solisten, koor en orkest; het lied kwam echter in een losse versie uit in een bewerking voor gemengd koor. Alhoewel er dus meer sprake is van een seculier werk, wordt het nu juist nog gezongen tijdens religieuze bijeenkomsten.